# Villetritouls
Villetritouls (okzitanisch Vilatritols) ist eine französische Gemeinde mit 34 Einwohnern (Stand 1. Januar 2022) im Département Aude in der Region Okzitanien. Sie gehört zum Arrondissement Carcassonne und zum Kanton Le Haut-Minervois.

## Nachbargemeinden
Nachbargemeinden von Villetritouls sind Serviès-en-Val im Norden, Taurize im Südosten, Labastide-en-Val im Westen und Villar-en-Val im Nordwesten.

## Bevölkerungsentwicklung
| Jahr      | 1962 | 1968 | 1975 | 1982 | 1990 | 1999 | 2013 |
| Einwohner | 46   | 40   | 23   | 26   | 28   | 33   | 35   |

## Persönlichkeiten
- Olivier de Termes (um 1200–1274), Seigneur de Villetritouls